# Balance (film)
A Balance (magyarul Egyensúly) 1989-ben bemutatott német animációs rövidfilm Wolfgang és Christoph Lauenstein rendezésében.  A stop-motion technikával készült rövidfilmjüket a Lauenstein fivérek eredetileg az Alphaville Middle of the Right c. számához – az együttes felkérésre – készítették, mely az együttes 1989-ben kiadott Songlines című filmjében jelent meg. A Balance 1990-ben elnyerte a legjobb animációs rövidfilmnek járó Oscar-díjat.

## Történet
Egy a semmiben lebegő, sík felületen öt kabátos férfi áll, úgy tűnik horgásznak. Mindegyikük hátán egy szám található (23, 35, 51, 75, 77). A sík, melyen állnak egyensúlyban van, azonban ha az egyikük megmozdul, akkor a felület kibillen, és valakinek szintén mozdulnia kell, hogy újra egyensúlyba kerüljön. Semmi nem zavarja a nyugalmukat és az egyensúlyukat. Míg nem az egyikük egy zenélő dobozt „halászik ki”. A doboz kizökkenti őket. Mindenki meg akarja nézni a dobozt, ami csak úgy lehetséges, ha együttműködnek. De doboz megszerzéséért folytatott küzdelemben, megfeledkeznek az együttműködésről, mindenki csak a dobozra koncentrál. A küzdelemben, a felborult egyensúly miatt, sorra zuhannak le a felületről a semmibe. Végül egyikük „győztesen” kerül ki, de egy reménytelen helyzetben találja magát: a sík egyik sarkában ő áll, míg a doboz a másik sarokban, egyensúlyban.

## Érdekességek
- A bábu, amelyik a küzdelemből „győztesen” kerül ki, a 23-as számot viseli. A számok közül ez az egyetlen prímszám.
- A film három németországi múzeumban került kiállításra, köztük Bonnban a Történelem Házában (Haus der Geschichte), ahol egy végtelenített előadás formájában tekinthető meg.[4]
- A Balance alapkoncepciója inspirálta a A nemzet aranya: Titkok könyve (2007)  című film egyik jelenetét: itt is egy instabil felületen kell a szereplőknek egyensúlyban maradniuk és együttműködniük a túlélésért.[5]

## Díjak, jelölések

### Oscar-díj(1990)
- díj: legjobb animációs rövidfilm – Christoph Lauenstein, Wolfgang Lauenstein

### Clermont-Ferrand-i Nemzetközi Rövidfilm Fesztivál (1990)
- díj: zsűri különdíja – Christoph Lauenstein, Wolfgang Lauenstein

### Ottawa-i Nemzetközi Animációs Fesztivál (1990)
- díj: legjobb 10 percnél rövidebb film – Christoph Lauenstein, Wolfgang Lauenstein

### Német Film-díj (1989)
- díj: Ezüst Német Film-díj (legjobb rövidfilm)

## Külső hivatkozások
- Balance a Lauenstein testvérek weboldalán
- Balance az Internet Movie Database oldalon (angolul)